# Agroeca kastoni
Agroeca kastoni är en spindelart som beskrevs av Chamberlin och Ivie 1944. Agroeca kastoni ingår i släktet Agroeca och familjen månspindlar. Inga underarter finns listade i Catalogue of Life.